# Osiedla żydowskie
Osiedla żydowskie (hebr. התנחלות, hitnachalut; arab. المستوطنات) – społeczności mieszkalne utworzone przez Żydów na terenach arabskich zajętych przez Izrael po wojnie sześciodniowej w 1967 roku, czyli na Zachodnim Brzegu, w Strefie Gazy, na półwyspie Synaj i na Wzgórzach Golan. Zgodnie z postanowieniami traktatu pokojowego z Egiptem osiedla zostały wycofane z Synaju, a na podstawie decyzji Ariela Szarona osiedla wycofano ze Strefy Gazy i Północnej Samarii. Współcześnie osiedla istnieją i rozwijają się na Zachodnim Brzegu (łącznie ze Wschodnią Jerozolimą) i Wzgórzach Golan.
Państwo Izrael dokonało jednostronnych aneksji Wschodniej Jerozolimy (w 1980 roku) oraz Wzgórz Golan (w 1981 roku), które zostały nieuznane i potępione przez społeczność międzynarodową. Zgodnie z izraelskim stanowiskiem są one częścią państwa. Zachodni Brzeg ani żadna jego część nie zostały nigdy anektowane przez Izrael i pozostają pod zarządem administracji wojskowej. Mieszkańcy osiedli są objęci prawem cywilnym obowiązującym w Izraelu.
Osiedle, aby powstać, musi spełnić określone wymogi ustanowione przez izraelski rząd. Jednak wśród nich można wyróżnić też takie, które powstawały wbrew prawu obwiązującemu w Izraelu lub bez autoryzacji rządu (tzw. osiedla nieautoryzowane, ang. outposts). Tworzono je głównie w latach 90. XX wieku jako sprzeciw wobec Porozumień z Oslo. Osiedla funkcjonują pojedynczo w ramach struktur samorządowych stworzonych przez Radę Jesza. Większe skupiska osiedli, położonych blisko siebie, tworzą tzw. bloki osiedli.
W świetle prawa międzynarodowego wszystkie osiedla żydowskie są nielegalne, jako takie są potępiane przez zdecydowaną większość członków ONZ, Międzynarodowy Trybunał Sprawiedliwości i sekretarza generalnego ONZ, a także przez Unię Europejską. Ponadto izraelska obecność na Zachodnim Brzegu oraz we Wschodniej Jerozolimie jest uznawana za okupację i pogwałcenie praw człowieka i obywatela społeczności palestyńskiej. Specjalny sprawozdawca ONZ ds. sytuacji w zakresie praw człowieka na okupowanych terytoriach palestyńskich Michael Lynk w 2021 roku podkreślił, że osiedla na Zachodnim Brzegu i we Wschodniej Jerozolimie stanowią naruszenie Statutu Rzymskiego Międzynarodowego Trybunału Karnego i noszą znamiona zbrodni wojennej.

## Wprowadzenie
W wyniku wojny sześciodniowej w 1967 roku Izrael zajął następujące tereny:
- od Egiptu: Strefę Gazy oraz półwysep Synaj aż do wschodniego brzegu Kanału Sueskiego.
- od Jordanii: Zachodni Brzeg Jordanu (w skład którego wchodzą Judea i Samaria) z Jerozolimą.
- od Syrii: Wzgórza Golan.

### Uchodźcy arabscy
Podczas wojny sześciodniowej z terenów Samarii i Judei uciekło do Jordanii około 300 tys. Arabów, a z terenów Wzgórz Golan uciekło do Syrii około 80 tys. Arabów.
Na nowo zajętych ziemiach izraelska administracja wojskowa musiała przejąć kontrolę nad dużą społecznością arabską. Było to zupełnie nowe wyzwanie, które stanęło przed Siłami Obronnymi Izraela. W Strefie Gazy żyło 381 tys. Arabów, natomiast w Samarii i Judei 586 tys. Arabów. Izraelska administracja w interesie Arabów przyjęła cztery zasady:
1. ograniczenie fizycznej obecności wojska na zajętych terenach,
2. nie interweniować w wewnętrzne sprawy Arabów i pomóc w normalizowaniu codziennego życia,
3. poprawić standardy warunków życia oraz
4. dążyć do otwarcia przejść granicznych na rzece Jordan.

Wprowadzenie tych zasad było w interesie arabskiej społeczności, jednak duża część Arabów deklarowała chęć wyjazdu z żydowskiego państwa. Z tego powodu, 11 czerwca 1967 Izrael uruchomił autobusową linię komunikacyjną pomiędzy Wschodnią Jerozolimą a Jordanią. Tą drogą z Zachodniego Brzegu wyjechało około 120 tys. Arabów. Izrael żądał od wyjeżdżających podpisania oświadczenia potwierdzającego, że wyjeżdżają ze swojej własnej woli. W tym samym czasie około 70 tys. Arabów dobrowolnie opuściło Strefę Gazy udając się do Egiptu i innych państw arabskich.
2 lipca 1967 rząd Izraela ogłosił, że pozwoli arabskim uchodźcom wojennym z 1967 roku na powrót do swoich domów w Izraelu, w terminie do 10 sierpnia. Później termin przedłużono do 13 września 1967. Jednak pomimo tych starań normalizacji sytuacji, większość uchodźców nie powróciła do swoich domów. Wynikało to między innymi z wrogiej postawy arabskich sąsiadów Izraela, którzy postanowili wykorzystać uchodźców z Palestyny jako formę wywierania nacisku i czynnik destabilizujący sytuację w całym regionie. Z tego powodu między innymi Jordania uniemożliwiała uchodźcom powrót na Zachodni Brzeg – wróciło jedynie 14 tys. Arabów, a później jeszcze 3 tys. za specjalnymi zezwoleniami.

### Pierwsze żydowskie osiedla i plany

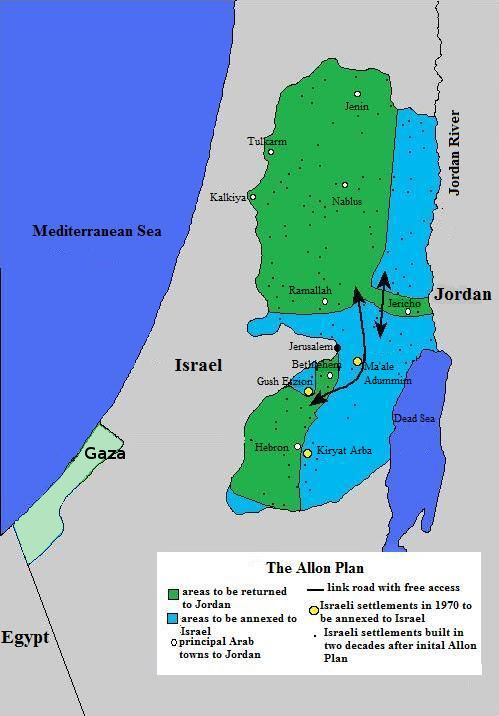
Plan Allona

Pierwsze żydowskie osiedla na zajętych terenach powstały 15 lipca 1967. Był to kibuc Merom założony na Wzgórzach Golan przez zwolenników partii Mapai. Kierowały nimi wyłącznie względy zapewnienia bezpieczeństwa Izraelowi.
Zaraz po wojnie sześciodniowej Jigal Allon zaproponował tzw. plan Allona. Idea tworzenia nowych osiedli na zdobytych terenach opierała się na założeniu stworzenia linii wysuniętych placówek obronnych w rejonie Doliny Jordanu i Pustyni Judzkiej, które w przypadku arabskiej agresji przyjęłyby na siebie impet pierwszego uderzenia, dając Izraelowi czas na mobilizację i obronę. Miały to być umocnione osiedla, zamieszkane przez osadników-żołnierzy. Budowano je w strategicznych miejscach, na wzgórzach górujących nad skrzyżowaniami ważnych dróg i pomiędzy arabskimi wsiami lub miastami. Stwarzały one możliwość sprawowania całkowitej kontroli nad całą najbliższą okolicą. Allon zakładał, że w granice Izraela zostałby włączony pas ziemi wzdłuż Doliny Jordanu i Wzgórz Samarii oraz pas ziemi Pustyni Judzkiej. Między nimi znajdowałby się pas łączący pozostałe terytoria, które weszłyby w skład Jordanii. Plan nigdy nie został zaakceptowany jako oficjalny plan rządu.
Kolejny plan rozwoju osiedlu przedstawił Mosze Dajan. Zakładał on umocnienie izraelskiej obecności na pasie wzgórz przecinających z północy na południe Zachodni Brzeg. W jego ramach miały powstać osiedla wojskowe lub bazy armii izraelskiej, które tworzyłyby pas obronny. Jednak w ramach tego planu udało się na obszarze Gusz Ecjon.
Kolejnym ważnym planem był plan Szarona po historycznym zwycięstwie Likudu w 1977 roku. Jego założeniem był rozwój osadnictw żydowskiego do takiego stopnia, że społeczność palestyńska znalazłaby się wyłącznie w kilku gęsto zaludnionych enklawach. Te tereny nie weszłyby w skład granic Izraela. W tym celu rząd skupił się na zasiedlaniu Samarii oraz terenów na północ od Jerozolimy. W realizację planu zaangażowany był ruch Blok Wiernych (Gusz Emunim), a władze dodatkowo chciały zaangażować w to przedsięwzięcie społeczność świecką.

### Żydowskie ruchy osadnicze
W sierpniu 1967 powstał Ruch na rzecz Wielkiego Izraela, który postulował utworzenie licznych osiedli żydowskich na zajętych arabskich terytoriach. 25 sierpnia 1967 grupa skrajnie nacjonalistycznych osadników z organizacji religijnej Gusz Emunim osiedliła się i odbudowała osadę Kefar Ecjon w Judei (zniszczonej w 1948 przez Jordańczyków). Blok Wiernych spostrzegał budowę nowych osiedli jako pierwszy krok ku ponownemu zasiedleniu przez Żydów całej danej im (według Biblii) przez Boga Ziemi Izraela. Duchowym przywódcą ruchu był rabin Mosze Lewinger. Ten osiedleńczy ruch żydowskich fundamentalistów religijnych – religijnych syjonistów, wspierany przez osadników świeckich, utworzył wiele nowych osiedli w Strefie Gazy i na Zachodnim Brzegu.
Równolegle była prowadzona akcja osiedleńcza inspirowana i finansowana przez państwo. W październiku 1967 utworzono osadę Nachal Jam na północy Półwyspu Synaj i Nachal Snir koło Banias w Górnej Galilei. Były to typowe obronne osiedla, w których żołnierze pracowali razem z cywilnymi mieszkańcami osady. W następnych latach utworzono wiele podobnych osad Nachalu.
W styczniu 1968 założono trzy nowe osady na Wzgórzach Golan: El-Al, Mewo Chamma i En Ziwan. 6 lutego powstała pierwsza żydowska osada w Dolinie Jordanu. Była to osada Mechola. 12 kwietnia dziesięć żydowskich rodzin pod przywództwem rabina Moszego Lewingera z Bloku Wiernych osiedliło się podczas święta Pesach w Hebronie, w Judei. Po zawarciu porozumienia z izraelskimi władzami, osadnicy wyprowadzili się z miasta i założyli osiedle Kirjat Arba (na przedmieściach Hebronu).

## Przyczyny osadnictwa
W 2011 roku organizacja Pokój Teraz opublikowała informację na temat procentowego podziału osiedli według ideologii. Wskazuje on, wbrew powszechnej opinii, na dużą różnorodność światopoglądową społeczności żydowskich na Zachodnim Brzegu. Na tej podstawie wyróżnia się:
- mieszane osiedla religijno-świeckie. Stanowią 32% wszystkich osiedli,
- ortodoksyjne osiedla. Stanowią 29% wszystkich osiedli,
- osiedla narodowo-religijne. Stanowią 24% osiedli,
- świeckie. Stanowią 15% osiedli[15].

W celu zachęcenia mieszkańców do przeprowadzenia się na Zachodni Brzeg rząd stosuje szereg programów stosowanych jako zachęty:
- mieszkaniowe – stosuje się tu preferowane ceny i dogodniejsze warunki nabycia domów i mieszkań,
- edukacyjne i wychowawcze – rząd stosuje dopłaty do transportu szkolnego, szkoły mogą wydłużyć godziny pracy po to, aby rodzice wracający z Tel Awiwu czy Jerozolimy mogli odebrać dzieci, nauczyciele z osiedli otrzymują wyższe pensje i otrzymują dodatkowe fundusze na wynajem mieszkań,
- gospodarcze i przemysłowe – ministerstwa odpowiedzialne za te sektory stosują wsparcie finansowe, stosuje się obniżki podatków za wynajem ziemi, dofinansowuje się produkcję, stosuje się ulgi podatkowe, rząd pokrywa koszty badań dotyczących rozwoju produkcji, rolnicy otrzymują wyrównania poczynionych inwestycji, subsydiuje się turystyczną działalność gospodarczą, rząd zabezpiecza towary eksportowe od opłat celnych stosowanych przez UE, rząd wspomaga rolników, którzy ponieśli straty w rezultacie polityki tzw. labellingu w UE[16].

### Quality of life
Według osób mieszkających w osiedlach, jawią się one jako alternatywa dla życia w Tel Awiwie, Jerozolimie, czy Riszon le-Cijjon. W myśl podejścia quality of life Izraelczycy postrzegają osiedla jako tereny mniej zanieczyszczone, spokojne, o mniejszym natężeniu ruchu. Miejscowości na Zachodnim Brzegu stają się często „sypialniami” dla ludzi, którzy pracują w miastach na terenie Izraela. Osiedla są położone blisko szlaków komunikacyjnych, co pozwala na pokonywanie odległości do głównych miast w Izraelu. Wielu osadników zwraca uwagę na to, że wyłącznie w społecznościach zamieszkujących Judeę i Samarię można poczuć istotę wspólnoty, samopomocy i małych, zintegrowanych wspólnot. Satysfakcją staje się tu troska o osiedle, sąsiadów czy wspólne parki. Również osadnicy, a w szczególności ich drugie pokolenie, pragnęli czegoś więcej niż mieszkania w modułowych domach lub kamperach. Niezasiedlone tereny Zachodniego Brzegu oferowały im nowe przestrzenie. Dochodziły do tego tereny rekreacyjne, trudno dostępne w dużych ośrodkach w Izraelu, lokalne systemy edukacji, handlu i instytucje zaspokajające potrzeby takie jak opieka zdrowotna, administracja, zakupy. Wiele osiedli starało się rozwijać w kierunku quality of life, ponieważ stanowiły przez to atrakcyjne miejsce dla Żydów dokonujących alii. W Izraelu pojawił się także ruch „powrotu do ziemi”. Charakteryzuje się on fascynacją rolnictwem, hodowlą i uprawą. Farmy te powstają często w ramach nieautoryzowanych osiedli. Billig pisze, iż propagowanie rolnictwa w Judei i Samarii ma na celu powstrzymywanie palestyńskich miejscowości przed rozrostem.

### Żydzi ortodoksyjni

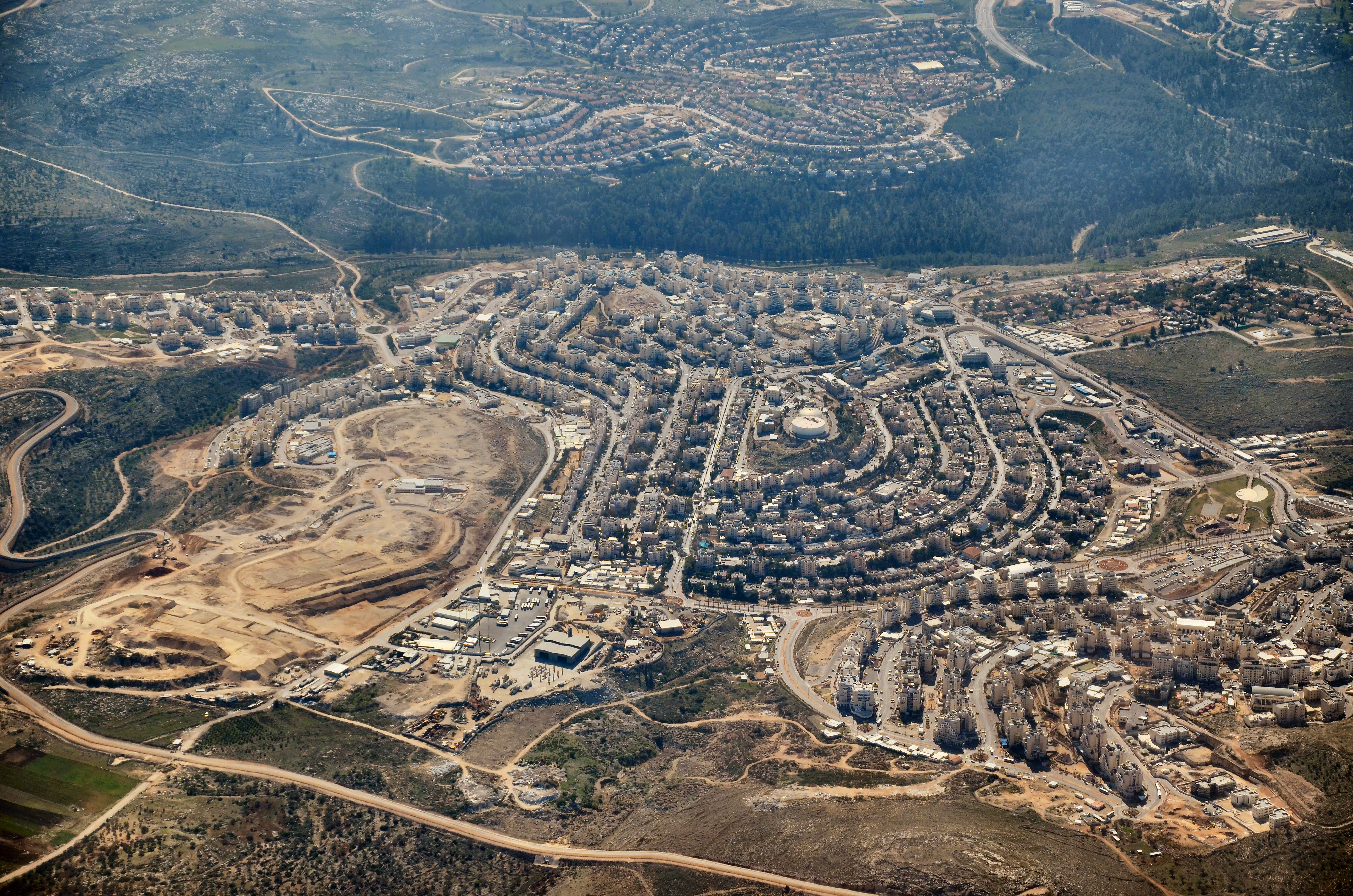
Modi’in Illit

Żydzi ortodoksyjni powszechnie uznawani są za antypaństwowców, co wiąże się z nieuznawaniem zwierzchności Państwa Izrael nad obecnymi granicami państwa i Zachodniego Brzegu. Mimo to, część z nich reprezentuje prawicowo-religijne postawy (chardalim, od hebrajskiego charedim leumim, czyli narodowi ortodoksi). Przejawiają oni ortodoksyjne podejście do judaizmu, łącząc to jednocześnie z syjonizmem. Są to w większości reprezentanci Merkaz ha-Raw lub innych spokrewnionych jesziw (takich jak np. Machon Me’ir, Har Ecijon, Or Ecijon), ale również powiązani są z bracławskim chasydyzmem i Chabadem. Z drugiej strony, w latach 90. XX wieku I rząd Netanjahu wykorzystał ubóstwo wielu Żydów ortodoksyjnych niechętnych państwu. Ich niemożność nabycia mieszkań w Izraelu wymusiła przeprowadzenie się na Zachodni Brzeg. Wielu z nich zostało zachęconych niskimi cenami oraz możliwością stworzenia zamkniętych społeczności. Tak powstały osiedla takie jak: Mattitjahu, Kochaw Ja’akow, Betar Illit, Modi’in Illit. W 2017 roku 30% wszystkich osadników stanowili Żydzi ortodoksyjni, którzy zamieszkują między innymi 8 osiedli, których mieszkańcami są głównie charedim. Szybki rozrost osiedli charedim spowodowany jest dużą dzietnością w tych rodzinach. Mimo to, część z charedim uznaje, że jeśli dojdzie do porozumienia izraelsko-palestyńskiego, to opuszczą swoje miejsca zamieszkania.

### Żydzi narodowo-religijni

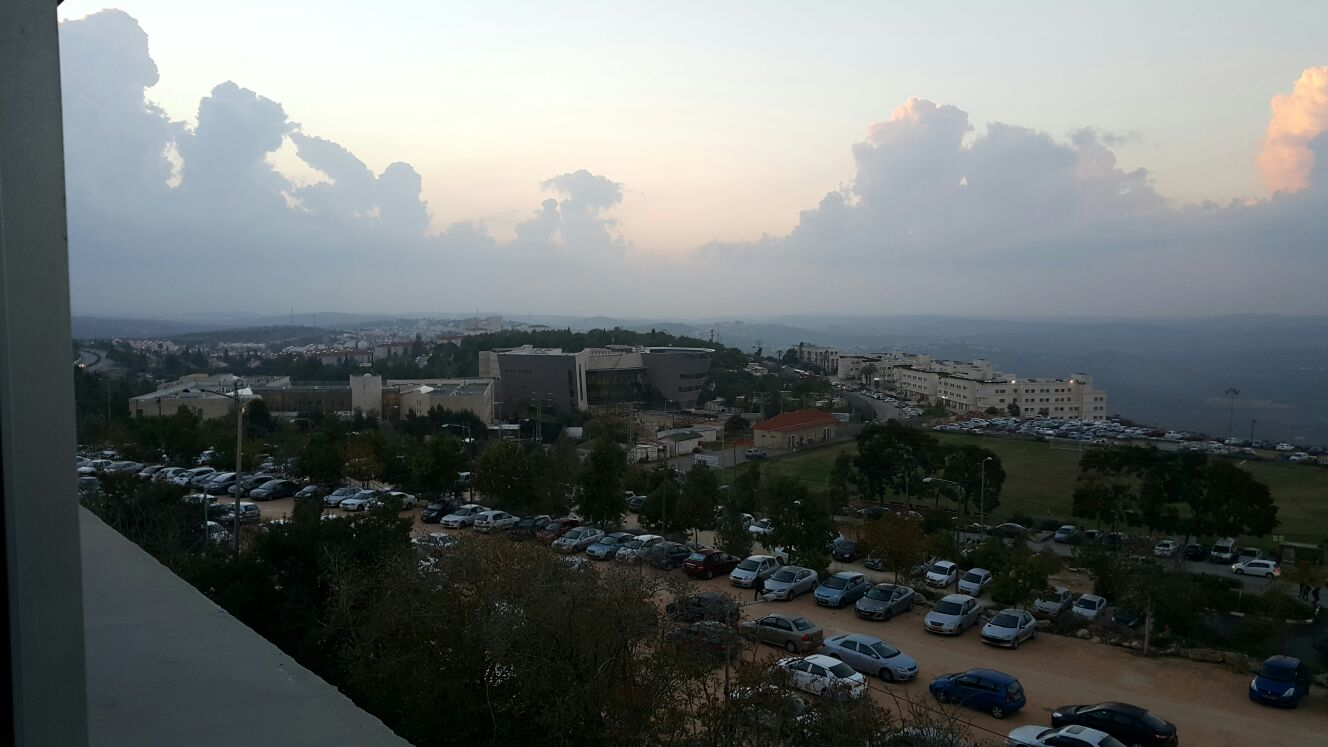
Miasto Ari’el

W przypadku Żydów narodowo-religijnych głównym czynnikiem, z którego wynika osiedlanie się w Judei i Samarii jest religia. Ideologiczne podstawy dla tego ruchu dali rabini Awraham Jicchak Kuk i Cwi Jehuda Kuk. Zgodnie z nimi, powstanie Państwa Izrael rozpoczęło proces odkupienia. Osiedlanie ziemi i wyzwalanie jej z rąk arabskich może przyspieszyć przyjście Mesjasza. Państwo stało się tu narzędziem, dzięki któremu można realizować proces zasiedlania. Biblijne przymierze Boga z Izraelitami stanowi uzasadnienie do roszczeń terytorialnych i uzasadnienie istnienia osiedli na Zachodnim Brzegu. Wielu religijnych syjonistów uważa, że osadnictwo w Judei i Samarii jest przedłużeniem syjonistycznego projektu, a samych siebie postrzegają jako kontynuatorów tradycji pionierów z okresu Jiszuwu. Dla nich rok 1948 był początkiem, a nie końcem idei Herzla. Są też kręgi, które starają się ukazać osadnictwo jako element zabezpieczenia państwa. Według nich oddawanie ziemi Palestyńczykom spowodowało wiele zamachów i eskalację terroru. Dążą oni do zmiany rzeczywistości wykreowanej przez porozumienia z Oslo i jednostronne wycofanie ze Strefy Gazy i Północnej Samarii, tworząc jak najwięcej osiedli.

### Absorpcja imigrantów żydowskich
W latach 90. XX wieku rząd Icchaka Szamira zainwestował 1,3 mld dolarów, aby wybudować na Zachodnim Brzegu i we Wschodniej Jerozolimie mieszkania dla żydowskich imigrantów z republik ZSRR. Około 10% z tych imigrantów było skierowanych na początku lat 90. XX wieku do Wschodniej Jerozolimy. Sabella twierdzi, że połączenie polityki absorpcji z napływem kolejnych fal żydowskich imigrantów była stałym elementem polityki Likudu . W 1990 roku polityce tej sprzeciwił się Michaił Gorbaczow, który zagroził, że władze ZSRR wstrzymają wydawanie pozwoleń na wyjazdy do Izraela. Ówczesny minister mieszkalnictwa Ariel Szaron zapewnił o tym, iż izraelski rząd nie będzie promował takiej polityki, ale zastrzegł, że władze nie mogą zabronić swoim obywatelom dobrowolnego wyboru miejsca swojego zamieszkania .
Rząd Binjamina Netanjahu lokował w osiedlach na Zachodnim Brzegu żydowskich imigrantów z Francji, którzy opuszczali ją na fali zamachów terrorystycznych. Wówczas minister mieszkalnictwa Uri Ari’el polecił osiedlom, aby te przygotowały plany absorpcji nowych mieszkańców . Żydowscy imigranci z Francji przeprowadzali się nie tylko do tworzonych przez rząd osiedli, ale także zamieszkali w osiedlach uznawane za nieautoryzowane .
Biuro Europy Wschodniej Rady Jesza zaangażowało się w pomoc Żydom z Ukrainy, którzy uciekają przed wojną na Ukrainie. Działania realizowane są na dwa sposoby, poprzez wysyłanie wolontariuszy do Europy, a także poprzez absorpcję imigrantów w osiedlach na Zachodnim Brzegu. Część z przybyłych uchodźców zostało ulokowanych w osiedlach Jicchar i Rewawa .

## Proces legalizacji osiedla

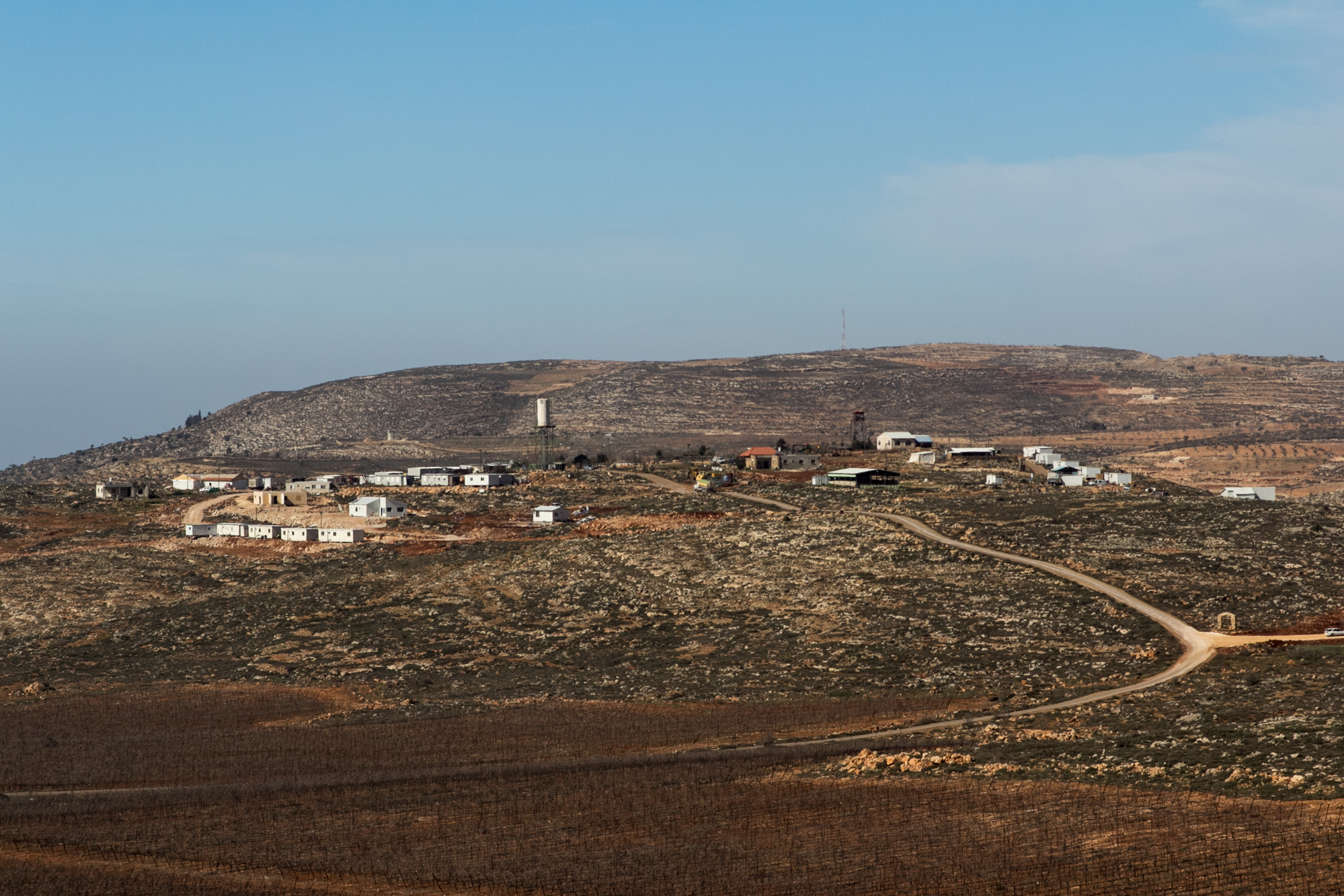
Przykład nieautoryzowanego osiedla

Według raportu Sason z 2005 roku, w myśl izraelskiego prawa osiedle jest legalne, kiedy przejdzie następujące etapy:
1. Podjęcie przez rząd decyzji o utworzeniu osiedla, w tym ustalenie miejsca, zasad finansowania, przeznaczenia,
2. Osiedle musi powstać wyłącznie na tzw. ziemi państwowej[a]. W innym wypadku jest nielegalne (przykład Ammony). Wymóg ten został wprowadzony przez rząd Menachema Begina po decyzji Sądu Najwyższego w 1979 w sprawie osiedla Elon More, które powstało na palestyńskiej ziemi[35],
3. Decyzja o powstaniu musi być poparta planem zagospodarowania w celu uniknięcia niekontrolowanego rozrostu osiedla,
4. Określenie granic jurysdykcji osiedla i wytyczenie jego granic przez dowódcę obszaru Judei i Samarii,
5. Dodatkowo każda rozbudowa osiedla musi być zaopiniowana i zaakceptowana przez izraelskie Ministerstwo Obrony[36].

W momencie, kiedy osiedle nie spełnia powyższych warunków lub jednego z nich, to jest uznawane za nieautoryzowane osiedle (ang. outpost, hebr. מאחז, ma’achaz, czyli przyczółek). Jednak w 2017 rok, po kontrowersjach związanych z ewakuacją nieautoryzowanej Ammony, Kneset przegłosował Prawo regulujące osadnictwo w Judei i Samarii, które pozwala zalegalizować retroaktywnie przyczółki powstałe na ziemi innej niż państwowa.
W 2018 roku Prokurator Generalny Izraela wydał opinię, która w myśl Prawa regulacji pozwala na stosowanie tzw. „doktryny rynkowej regulacji”. Daje ona prawo legalizacji nielegalnego osiedla jeżeli zostało założone w „dobrej wierze” lub przez przypadek na cudzej ziemi. Precedens ten ma zapobiegać załamaniu się powstałego i funkcjonującego łańcucha przepływu aktywów, dóbr, produktów. Organizacja Pokój Teraz zaznacza jednak, że w rzeczywistości w wielu przypadkach nie ma takiego przepływu środków pomiędzy osiedlem a Izraelem lub między osiedlami.
W rządowych planach rozwoju osadnictwa na Zachodnim Brzegu pojawia się kategoria sąsiedztwa/dzielnicy. Jest ona stosowana głównie przez izraelską administrację. Różnica między sąsiedztwem a nieautoryzowanym osiedlem jest bardzo rozmyta. Jak podaje organizacja Pokój Teraz, nieautoryzowane osiedla są budowane w dużej odległości od granic osiedla, z kolei sąsiedztwa są budowane w ramach granic osiedla lub stanowią ich poszerzenie. Jednak w obu przypadkach budowa odbywa się bez opisanej procedury. Często bywa tak, że rząd uznaje przyczółek, mimo dalekiej odległości, za nową dzielnicę i powiększa granice jurysdykcji osiedla w znaczny sposób.
W 2020 roku Sąd Najwyższy Izrael uznał, że Prawo regulujące osadnictwo w Judei i Samarii narusza prawo własności Palestyńczyków i w sposób nieuzasadniony faworyzuje Izraelczyków. Swoją decyzją Sąd Najwyższy uchylił obowiązywanie tego prawa.

## Administracja i samorząd

### Zachodni Brzeg (Judea i Samaria)

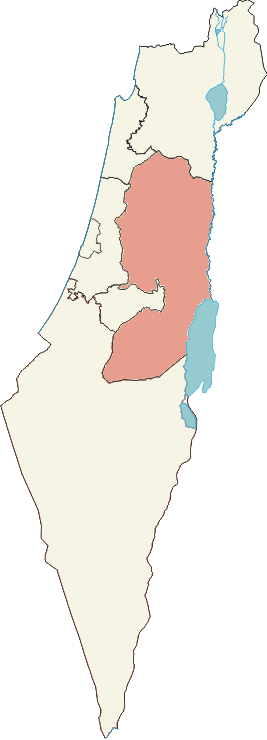
Dystrykt Judei i Samarii na mapie Izraela

Osiedla żydowskie na Zachodnim Brzegu podlegają pod Dystrykt Judei i Samarii. Jest ona uważana za wydzieloną jednostkę administracyjną przez rząd. Władzę na tym terenie sprawuje specjalnie wydzielona struktura w ramach Sił Obronnych Izraela, czyli Administracja Cywilna. Jest ona odpowiedzialny za wdrażanie polityki rządowej we współdziałaniu z administracją rządową i Ministerstwa Obrony na terytoriach Zachodniego Brzegu. Jest to również struktura odpowiedzialna za współpracę i łączność z władzami Autonomii Palestyńskiej oraz społecznością palestyńską w terenie. Administracja Cywilna zajmuje się takimi działaniami jak m.in.: archeologia, rolnictwo, prawo, zatrudnienie, opieka zdrowotna, infrastruktura, planowanie, zarządzanie terenem, parkami narodowymi, rejestracją ludności, sprawami wody czy kwestiami wyznaniowymi. Swoje oddziały posiada w Dżaninie, Hebronie, Ramallah, Betlejem, Jerozolimie, Jerychu, Efraim, Nablusie.
W ramach Dystryktu Judei i Samarii funkcjonują:
- 4 miasta: Modi’in Illit, Ma’ale Adummim, Betar Illit, Ari’el
- 6 samorządów regionalnych: Gusz Ecjon, Har Chewron, Matte Binjamin, Megillot, Szomeron, Bika’at ha-Jarden
- 14 samorządów lokalnych: Alfe Menasze, Bet Arje, Bet El, Efrat, Elkana, Giwat Ze’ew, Har Adar, Immanu’el, Karne Szomeron, Kedumim, Kirjat Arba, Ma’ale Efrajim, Oranit, komitet miejski Chewron

Na terenie Zachodniego Brzegu funkcjonuje także Rada Jesza. Jest ona organizacją zrzeszającą i reprezentującą interesy władz regionalnych i samorządowych z Judei i Samarii. Za swój cel stawia sobie ona rozwój i promocję osadnictwa żydowskiego. Odpowiada ona za realizację potrzeb w dziedzinie bezpieczeństwa, planowania i budowy infrastruktury, dotacji czy transportu.
Według organizacji B’Tselem na w osiedlach Zachodnim Brzegu, łącznie ze Wschodnią Jerozolimą, żyje ponad 620 000 osadników.

### Wschodnia Jerozolima

Mapa ilustrująca Wschodnią Jerozolimę

Wschodnia Jerozolima nie podlega pod administrację Dystryktu Judei i Samarii. W myśl Prawa zasadniczego: Jerozolima stolicą Izraela, uchwalonego przez Kneset 30 lipca 1980 roku, cała Jerozolima jest uznana za stolicę Państwa Izrael. Stanowi ona siedzibę prezydenta Izraela, Knesetu, rządu i Sądu Najwyższego. Prawo za terytorium Jerozolimy uznaje cały obszar miasta po 1967 roku, równocześnie zabrania jakiejkolwiek władzy izraelskiej na zrzeczenie się władzy nad jakąkolwiek częścią miasta innej władzy. Od 1967 roku władze izraelskie podjęły szereg kroków ku temu, aby nasycić Wschodnią Jerozolimę osiedlami żydowskimi, a także żeby otoczyć i oddzielić kordonem osiedli wschodnią część miasta od palestyńskich osiedli na Zachodnim Brzegu. W tym celu wykorzystano wszystkie modele rozwoju metropolitalnego stosowane na świecie.
6 grudnia 2017 roku prezydent Stanów Zjednoczonych Donald Trump uznał, że wykona postanowienia przyjętej w 1995 roku ustawy o przenosinach ambasady USA do Jerozolimy. Stwierdził jednocześnie, że uznaje Jerozolimę za stolicę Izraela. Przeniesienie swojej ambasady zadeklarowały także Czechy, Paragwaj, Honduras, Rumunia.

### Wzgórza Golan

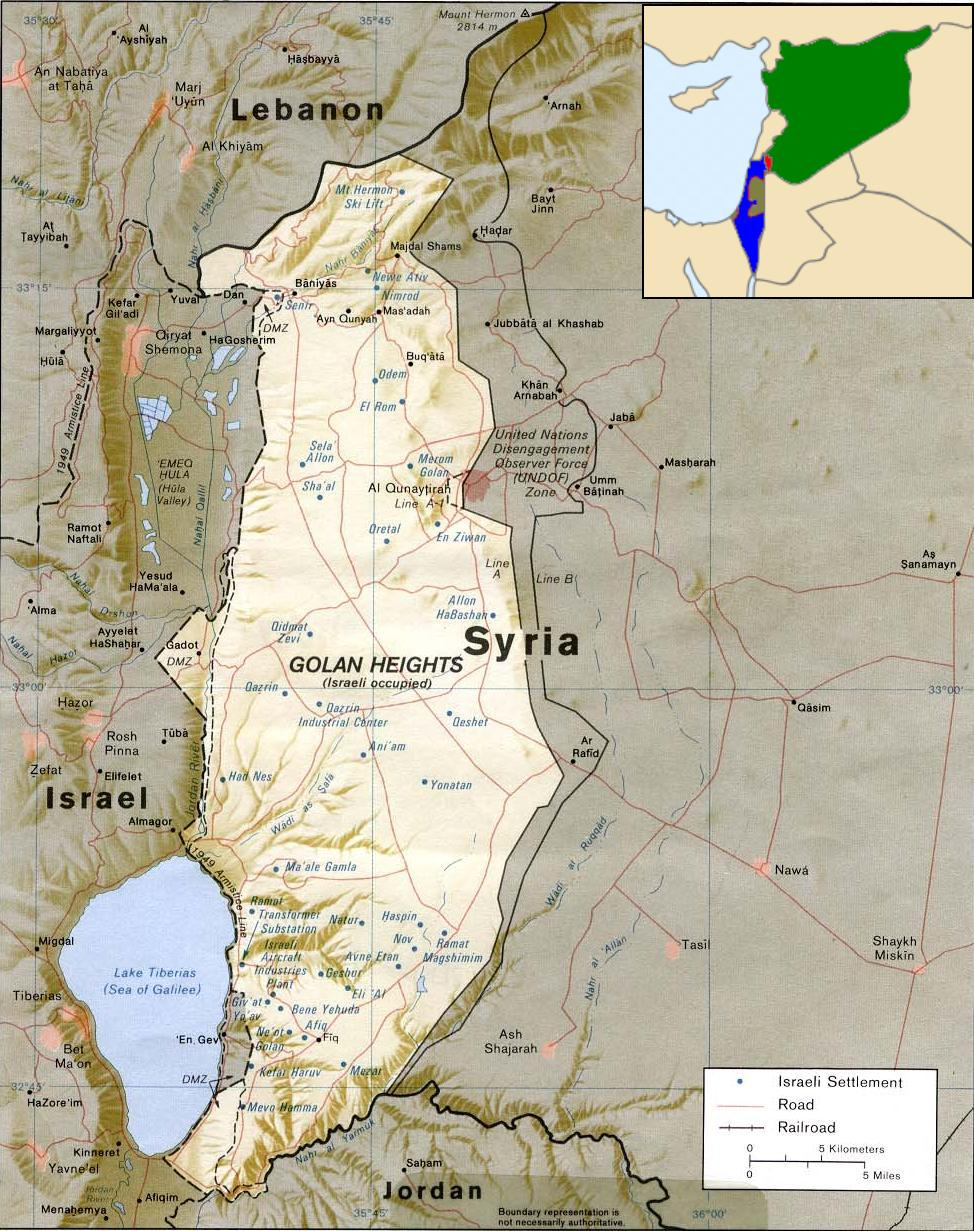
Mapa Wzgórz Golan

Wzgórza Golan są poddystryktem Dystryktu Północnego. Według Eliszy Efrata, Wzgórza Golan stanowiły dogodny cel dla izraelskiego rządu w kwestii osadnictwa. Obszar ten charakteryzował się małym zaludnieniem, a istniejące skupiska ludzi ograniczały się do małych i lokalnych wspólnot. Dodatkowo zasiedlenie tych terenów dawało Izraelowi strategiczną przewagę w regionie. Dlatego na początku podjęto decyzję o szybkim i rolniczym osadnictwie, bez wcześniejszego przygotowania infrastruktury. Po zwycięstwie Likudu w 1977 roku postanowiono zabezpieczyć Wzgórza Golan przed ewentualną agresją, a także postanowiono zabezpieczyć źródła i ujścia wody. W 1981 roku przegłosowano Prawo Wzgórz Golan. Na jego mocy Izrael włączył je w obszar obowiązywania swojego prawa, jurysdykcji i administracji. Społeczność międzynarodowa uznała ten fakt za aneksję obszaru Wzgórz Golan przez Izrael i nie znalazł on uznania na arenie międzynarodowej. Rezolucja Rady Bezpieczeństwa ONZ nr 242 wezwała Izrael do wycofania się ze wszystkich terenów zdobytych w trakcie wojny sześciodniowej.
25 marca 2019 roku prezydent Donald Trump uznał zwierzchność Izraela nad tym obszarem. Uzasadniono to tym, iż Syria wykorzystywała Wzgórza Golan do ataków na Izrael i ofensyw wojskowych. Stwierdzono z kolei, że Izrael ma pełne prawo do obrony swojego terytorium a kontrola nad tym terytorium umożliwia mu to. W zamian Netanjahu postanowił podjąć wysiłki administracyjne w celu utworzenia na Wzgórzach Golan osiedla honorującego Trumpa. Wydane przez radę ministrów zarządzenie zainicjowało prace planistyczne w tym kierunku. Osiedle ma nazywać się Ramat Trump (pol. Wzgórze Trumpa).

### Obszary opuszczone przez Izrael

#### Strefa Gazy

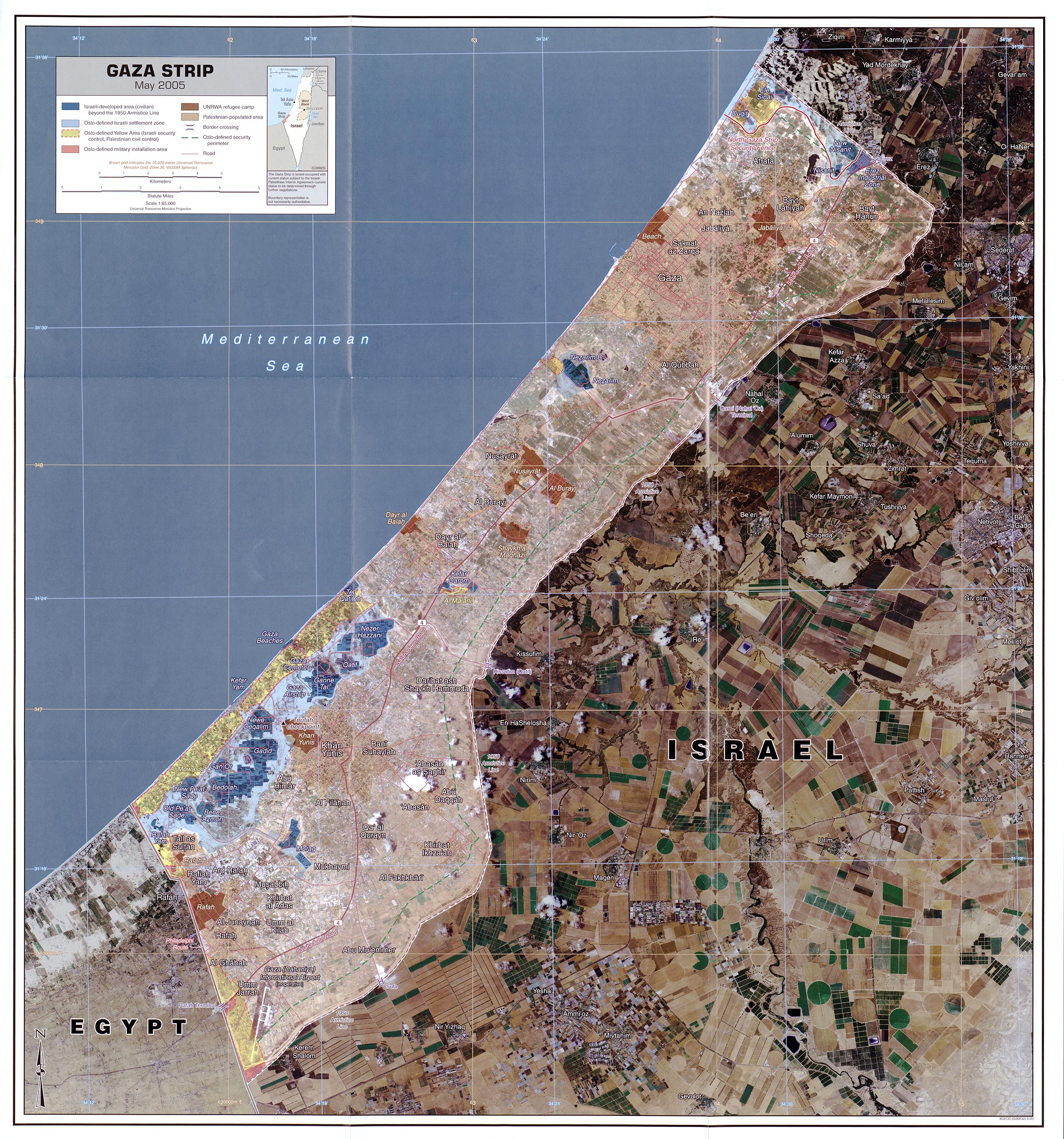
Izraelskie osiedla w Strefie Gazy

Po 1967 roku administracja wojskowa podjęła kroki w celu rozbudowy infrastruktury transportowej, rolniczej i mieszkaniowej na obszarze Strefy Gazy. Powstawać zaczęły również osiedla, których było ostatecznie 17 w ramach osadniczego bloku Gusz Katif oraz 4 znajdujących się poza nim. W 2004 roku liczba izraelskich osadników wynosiła ok. 8900 osób. Osadnictwo żydowskie w Strefie Gazy miało stanowić klin pomiędzy granicą z Egiptem a społecznością palestyńską zamieszkującą wybrzeże. Jednak Elisza Efrat podaje, iż osadnictwo to nie miało żadnych długofalowych celów politycznych. Obszar ten znajdował się pod administracją samorządu regionu Chof Aza (pol. Wybrzeże Gazy). W 2005 roku miało miejsce jednostronne wycofanie ze Strefy Gazy i Północnej Samarii, które doprowadziło do likwidacji żydowskich osiedli na tym obszarze.

#### Półwysep Synaj
Po zwycięstwie w wojnie sześciodniowej w 1967 roku Izrael okupował półwysep Synaj. Był to obszar, który w 1967 roku zamieszkiwało 33 000 osób, a największe skupiska obejmowały Al-Arisz, Rafah, Arawę i Zatokę Akaba. Po wojnie Izrael wydał pozwolenie na rozwój osiedli wojskowo-cywilnych na Synaju. Łącznie było ich 20 w trzech strefach administracyjnych stworzonych przez Izrael podczas okupacji. Spowodowane było to warunkami klimatycznymi. Obszar zlokalizowany u wybrzeży był bardziej przyjazny dla osadników niż w środkowej części półwyspu. Według Elishy Efrata nie miały one nigdy strategicznego charakteru, ani nie stanowiły żadnej konkretnej wartości dla państwa. Największym osiedlem o miejskim charakterze było Jamit, które ewakuowano wraz z innymi osiedlami w 1982 roku na mocy traktatu pokojowego z Egiptem.

## Problem ziemi
Budowa nowych osiedli czasem odbywała się na terenach zakupionych przez Żydów, jednak często było to w miejscu gdzie wcześniej znajdowały się palestyńskie wioski, których mieszkańcy zostali wygnani do obozów dla uchodźców, a ich domy zburzone przez buldożery. Między innymi w 1975 roku Żydowski Fundusz Narodowy nabył od arabskich rolników rozległe tereny na Zachodnim Brzegu Jordanu za ponad 7 mln dolarów. Na tych terenach zaczęto budowanie nowych osiedli z pełną nowoczesną infrastrukturą.
W 1977 roku Izrael oficjalnie wprowadził dla terytoriów okupowanych na Zachodnim Brzegu nazwy Judea i Samaria. Zaczęto je traktować jako prastare dziedzictwo narodowe Izraela (część Ziemi Izraela), na którym rozwijano osadnictwo żydowskie. Towarzyszyły temu zakrojone na wielką skalę prace budowlane (przebudowy kanalizacji, chodników, dróg, systemów zaopatrzenia w wodę itp.) mające na celu likwidację zacofania i ubóstwa na Zachodnim Brzegu, jednak w wielu przypadkach nowo tworzona infrastruktura jest dostępna tylko dla mieszkańców osiedli żydowskich, a na terenach zamieszkałych przez Arabów występują wielodniowe przerwy w dostawie wody.
Od 1982 izraelskie prywatne firmy budowlane rozpoczęły kupowanie od arabskich właścicieli wielkich połaci ziemi. W ten sposób, część terenów Zachodniego Brzegu Jordanu została legalnie kupiona przez Żydów. Wraz z rozbudową żydowskich osiedli korzyści odnosiły sąsiednie wioski arabskie. W 1984 Izrael zaczął podłączać wsie arabskie na pobliskich terytoriach do sieci energetycznej i wodociągowej. Arabscy mieszkańcy uzyskali też łatwiejszy dostęp do zatrudnienia w osiedlach żydowskich, co dawało im szansę na dużo wyższe zarobki niż do tej pory.

## Kontrowersje
Budowa osiedli żydowskich na terenach palestyńskich budzi wiele kontrowersji. Palestyńczycy odbierają to jako kolonizację swoich ziem, która uniemożliwia utworzenie niepodległego państwa palestyńskiego. Również liczne środowiska żydowskie przeciwstawiają się istnieniu osiedli żydowskich na terenach Autonomii Palestyńskiej.
23 maja 1989 sekretarz stanu Stanów Zjednoczonych James Baker, wezwał izraelski rząd do porzucenia „nierealistycznych planów o Wielkim Izraelu” i wstrzymania żydowskiego osadnictwa na terytoriach okupowanych.
Gdy w 1994 powstała Autonomia Palestyńska, osiedla żydowskie stały się punktem zapalnym we wszystkich rozmowach izraelsko-palestyńskich. Izraelska armia utrzymuje ochronę nad osiedlami żydowskimi, które często znajdują się w głębi terytoriów Autonomii. W ten sposób w ziemiach palestyńskich powstały zamknięte dla Palestyńczyków izraelskie drogi oraz osiedla otoczone specjalnymi ochronnymi ogrodzeniami.
Zachętą dla Żydów są zwolnienia podatkowe oraz ogromne inwestycje przeznaczone na rozwój infrastruktury. Rząd izraelski ustanowił system prawny, na mocy którego osiedla korzystają z innych praw niż sąsiadujące z nimi palestyńskie miasta i wsie.

## Stanowiska w sprawie osiedli

### Państwo Izrael
Na stronie izraelskiego Ministerstwa Spraw Zagranicznych, w 2015 roku, przedstawiono oficjalne stanowisko dotyczące osiedli. Według niego Żydzi mają historyczne prawo osiedlać się na terenie Zachodniego Brzegu. Ministerstwo powołuje się tu na przypadek Hebronu, osiedli w Gusz Ecjon, Jerozolimę, północne okolice Morza Martwego, a także na żydowski Jiszuw z okresu przedpaństwowego. Wiele ze współczesnych osiedli jest odtworzeniem istniejących w przeszłości społeczności.
Kolejnym argumentem są zapisy Mandatu Palestyny, który zapewniał Żydom utworzenie ich siedziby narodowej w Palestynie. Dokument też zapewniał osadnictwo żydowskie na terenie ówczesnej Palestyny. Do zapisów mandatowych odwołuje się także Ze’ew Begin, który w swojej książce pisze, że uprawniały one Żydów do osiedlania się nie tylko na ziemi należącej do Agencji Żydowskiej, ale także na ziemi będącej nieużytkiem lub nie będącą niczyją własnością.
Ministerstwo dodatkowo uważa, że Izrael ma prawo do ochrony swoich granic i do zapewnienia głębi strategicznej żeby chronić swoich obywateli. Dodatkowo stanowisko mówi, że Izrael nie przesiedla przymusowo ludności palestyńskiej. Wszelkie ruchy ludności są dobrowolne, a osiedla nie są używane jako środek represji wobec społeczności lokalnych. Ministerstwo uważa IV Konwencję Genewską za prawo tworzone na potrzeby europejskie po II wojnie światowej. Rzeczywistość panująca na Bliskim Wschodzie jest nieporównywalna z powojenną Polską, Czechosłowacją czy Węgrami.
Dodatkowo izraelski MSZ uznaje, że żadne porozumienia pokojowe między Izraelem a Palestyną nie zakazują tworzenia i rozwoju osiedli żydowskich na Zachodnim Brzegu. Powołuje się tu na zapisy Izraelsko-palestyńskiego tymczasowego porozumienia o Zachodnim Brzegu i Strefie Gazy (tzw. II porozumienie z Oslo z 1995 roku). W jego treści można znaleźć zapis o uznaniu istniejących osiedli w Judei i Samarii i izraelskiej kontroli nad nimi.
Izrael odrzuca jakiekolwiek oskarżenia o okupacji, ponieważ terytorium Zachodniego Brzegu nie było nigdy uznane za suwerenne, ani nie było przypisane żadnemu państwu. Zatem nie może być mowy o okupacji. Innym argumentem przemawiającym za izraelską obecnością w Judei i Samarii są kwestie bezpieczeństwa państwa. Zachodni Brzeg przedstawiany jest jako bufor bezpieczeństwa państwa i pierwsza linia obrony. Osiedla są tu używane jako argument zabezpieczający obywateli i kraj. Jerusalem Center for Public Affairs argumentuje, że zielona linia uważana za granicę Zachodniego Brzegu była tymczasową linią zawieszenia broni, a nie granicą. Dlatego Izrael ma pełne prawo uznawać ten obszar za głębię strategiczną dla obszaru Tel Awiwu i bufor ochronny dla portu lotniczego im. Ben Guriona. Ewentualny atak może być właśnie zatrzymany w Judei i Samarii, co pozwoli zmobilizować w pełni izraelskie rezerwy. Ponadto oddanie pełnej suwerenności Palestyńczykom na Zachodnim Brzegu może doprowadzić do powtórzenia sytuacji ze Strefy Gazy. Ułatwi to ostrzał rakietowy Izraela z dwóch stron.

### B’Tselem, Pokój Teraz
Według organizacji B’Tselem osiedla na Zachodnim Brzegu łamie postanowienia międzynarodowego prawa humanitarnego. Jednym z tego przejawów jest kwestia okupacji i terytorium. Zgodnie z zapisami prawa okupacja powinna być tymczasowa, a strona okupująca nie jest suwerenem na okupowanych terytoriach. Dodatkowo strona okupująca nie powinna wprowadzać zmian, które godziłyby w dobro, rozwój i dobrobyt lokalnej społeczności. Kolejną kwestią jest fakt, iż Izrael stosuje swoje prawo wewnętrzne na Zachodnim Brzegu, buduje tam stałe osiedla, a także wykorzystuje lokalne zasoby naturalne. Problem według B’Tselem jest znaczący, ponieważ Izrael nigdy nie anektował całego Zachodniego Brzegu, ani strefy C (oprócz Wschodniej Jerozolimy).
Kolejną kwestią związaną z izraelską obecnością na Zachodnim Brzegu jest kwestia praw osób zamieszkujących te tereny. Według organizacji Palestyńczycy nie mają zagwarantowanego statusu osób chronionych na terytoriach okupowanych, a prawo Izraela łamie prawo własności, wolność przemieszczania się i podstawowe prawa jak godność czy równość bez względu na płeć, pochodzenie i wyznanie.
Argumentem przeciw istnieniu i rozwojowi osiedli jest to, iż są one przeszkodą dla procesu pokojowego, przyszłego państwa palestyńskiego i palestyńskiej samorządności. Rozmieszczenie osiedli wpływa na podział Zachodniego Brzegu i zamykają Palestyńczyków w enklawach. Na podział wpływają nie tylko osiedla, ale także budowana infrastruktura, czyli np. drogi. Organizacja Pokój Teraz podkreśla rolę obwodnic i dróg łączących osiedla. Wymienia się tutaj np. Drogę Liebermana. Miała ona za zadanie połączyć osiedle Har Choma z Nokedim i Tekoa na wschód od Betlejem. Nie tylko oddzieliła ona Betlejem od arabskich miejscowości na wschód, ale także przyczyniła się do rozwoju i powiększenia osiedli. Innym przykładem jest obwodnica łącząca osiedla w rejonie Efrat, Allon Szewut i Kefar Ecjon z Karme Cur. Budowa jest uzasadniana kwestiami bezpieczeństwa, jednocześnie pogwałca palestyńskie prawo własności do ziemi.
Pokój Teraz w swoim raporcie zauważa, że osadnicy, którzy stanowią 12% mieszkańców Zachodniego Brzegu otrzymali 99,8% tzw. ziemi państwowej, a Palestyńczycy stanowiący 88% społeczności Zachodniego Brzegu otrzymali tylko 0,2%. Około 53% nadań ziemi Palestyńczykom zostało wykonane do 1995 roku. Polityka ta przyczyna się głównie do rozwoju społeczności izraelskiej i nie przynosi żadnych korzyści Palestyńczykom.
Jak wskazuje Pokój Teraz, Izrael wbrew porozumieniom z Oslo ustanawia wojskowe punkty kontrolne, które mają na celu ochronę izraelskich osadników jeżdżących przez strefę A Zachodniego Brzegu. Strefa ta jest pod pełną kontrolą palestyńską, a poruszanie się czy przebywanie w niej jest zakazane dla Izraelczyków.

### Organizacja Narodów Zjednoczonych
22 listopada 1967 roku rezolucja Rady Bezpieczeństwa ONZ nr 242 wezwała Izrael do wycofania się ze wszystkich terytoriów zajętych w trakcie wojny sześciodniowej i okupowanych po niej.
20 sierpnia 1980 roku Rada Bezpieczeństwa ONZ potępiła rezolucją nr 478 aneksję Wschodniej Jerozolimy i ogłoszenia miasta niepodzielną stolicą Izraela. Rada nazwała Państwo Izrael okupantem i stwierdziła, że nie ma ono prawa do zmiany statusu „świętego miasta”. Co więcej, wszystkie decyzje prawne i administracyjne wynikające z aneksji są nielegalne i muszą zostać cofnięte. Izraelska polityka bezpieczeństwa we Wschodniej Jerozolimie odczytywana jest jako ograniczanie swobód obywatelskich ludności palestyńskiej. ONZ ponadto wyraża zaniepokojenie, iż polityka izraelska w tym mieście może prowadzić do podkreślania wyłącznie żydowskiego dziedzictwa Jerozolimy, z pominięciem islamu i chrześcijaństwa.
17 grudnia 1981 roku Rada Bezpieczeństwa ONZ potępiła rezolucją nr 497 izraelską, jednostronną aneksję Wzgórz Golan, uznając ją za nielegalną i wezwała Izrael do wycofania się z tej decyzji.
Organizacja Narodów Zjednoczonych uznaje izraelską obecność na Zachodnim Brzegu za okupację, która hamuje rozwiązanie konfliktu izraelsko-palestyńskiego, a także stanowi pogwałcenie praw człowieka i prawa humanitarnego.
W kwietniu 2016 roku ONZ potępiła stanowisko premiera Binjamina Netanjahu, który uznał, że Wzgórza Golan pozostaną na zawsze w granicach Izraela. 23 grudnia 2016 roku Rada Bezpieczeństwa ONZ przyjęła rezolucję nr 2334, która stanowi, że izraelskie osiedla na Zachodnim Brzegu stanowią pogwałcenie IV Konwencji Genewskiej i prawa międzynarodowego. Ponadto wyburzanie domów, zmuszanie do zmiany miejsca zamieszkania i konfiskata ziemi oraz dóbr stanowią pogwałcenie prawa humanitarnego. Rezolucja wezwała Izrael do zaprzestania aktywności osadniczej.
W 2019 roku ONZ z aprobatą przyjęła wyrok Trybunału Sprawiedliwości Unii Europejskiej dotyczący tego, iż produkty pochodzące z osiedli na Zachodnim Brzegu powinny zawierać o tym informację, a nie stwierdzenie, że są „produktem izraelskim”.
W 2020 roku ONZ potępiła izraelskie propozycje premiera Binjamina Netanjahu w sprawie aneksji wybranych części Zachodniego Brzegu.
W 2021 roku ONZ ponownie wezwała Izrael do natychmiastowego wstrzymania rozwoju osiedli na Zachodnim Brzegu, w tym we Wschodniej Jerozolimie.
Specjalny sprawozdawca ONZ ds. sytuacji w zakresie praw człowieka na okupowanych terytoriach palestyńskich Michael Lynk w 2021 roku podkreślił, że osiedla na Zachodnim Brzegu i we Wschodniej Jerozolimie stanowią naruszenie Statutu Rzymskiego Międzynarodowego Trybunału Karnego i noszą znamiona zbrodni wojennej.

### Stany Zjednoczone

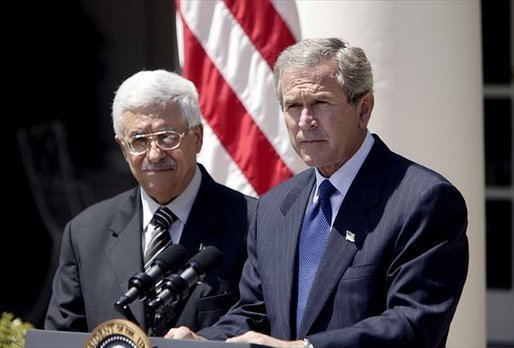
Mahmud Abbas i George W. Bush w Białym Domu (2003).

W 2003 roku administraca George’a W. Busha opublikowała Plan pokojowy dla Bliskiego Wschodu, tzw. mapę drogową dla Bliskiego Wschodu. Zakładała ona rozwiązanie konfliktu izraelsko-palestyńskiego, utworzenie suwerennego państwa palestyńskiego oraz zakończenie izraelskiej okupacji terytoriów zdobytych w 1967 roku. Mapa drogowa nakazywała rozbiórkę wszystkich nieautoryzowanych osiedli powstałych po marcu 2001 roku, a także wstrzymanie rozwoju infrastrukturalnego i demograficznego osiedli żydowskich. W 2004 roku George W. Bush, w liście do premiera Ariela Szarona, poparł plan zakładający wycofanie osiedli żydowskich ze Strefy Gazy. Wyraził wówczas nadzieję, że ułatwi to rozwiązanie konfliktu izraelsko-palestyńskiego przy jednoczesnym realizowaniu założeń mapy drogowej dla pokoju. W tym samym liście podkreślił poparcie Stanów Zjednoczonych dla powstania suwerennego państwa palestyńskiego. W liście tym znajduje się fragment, który przez Izraelską prawicę jest błędnie odczytywany jako akceptaja dla istnienia i aneksji tzw. bloków osiedli żydowskich na Zachodnim Brzegu .

As part of a final peace settlement, Israel must have secure and recognized borders, which should emerge from negotiations between the parties in accordance with UNSC Resolutions 242 and 338. In light of new realities on the ground, including already existing major Israeli populations centers, it is unrealistic to expect that the outcome of final status negotiations will be a full and complete return to the armistice lines of 1949, and all previous efforts to negotiate a two-state solution have reached the same conclusion. It is realistic to expect that any final status agreement will only be achieved on the basis of mutually agreed changes that reflect these realities.

List Busha do Szarona był niczym innym, jak uznaniem, że terytroialne rozwiązanie konfliktu będzie się opierać na korektach granic przy obustronnej akceptacji tych zmian przez Autonomię Palestyńską i Izrael . Stanowisko o potrzebie rozwiązania sporów terytorialnych w ramach wspólnego dialogu zostało podtrzymane przez Busha podczas wizyty Mahmuda Abbasa w Białym Domu w 2005 roku. Podczas powitania prezydent Stanów Zjednoczonych zaznaczył, że przyszłe państwo palestyńskie powinno powstać na obszarach Strefy Gazy i Zachodniego Brzegu.
Administracja Baracka Obamy w sposób krytyczny odnosiła się do jednostronnych akcji podejmowanych przez Izrael na Zachodnim Brzegu. Uważała ona, że każda kwestia powinna być rozwiązywana przez negocjacje. Obama kładł nacisk na powstrzymanie osadnictwa żydowskiego, ponieważ uznawał je za przeszkodę w procesie pokojowym, do czego przekonywał stronę izraelską. W trakcie przemowy w Kairze, Obama oświadczył, że Stany postrzegają dwupaństwowe rozwiązanie konfliktu izraelsko-palestyńskiego za jedyne możliwe. Prezydentowi Stanów udało się nakłonić Netanjahu do wprowadzenia dziesięciomiesięcznego zamrożenia rozwoju osadnictwa w Judei i Samarii. Jednak Obama nie wynegocjował dalszego przedłużenia tego okresu. Netanjahu uznał, że jest chętny dalej prowadzić rozmowy pokojowe, ale jest także odpowiedzialny za swój kraj i jego bezpieczeństwo. Jednak w 2011 roku Stany Zjednoczone zawetowały rezolucję ONZ uznającą żydowskie osadnictwo za nielegalne, a także głosowały przeciw uznaniu Palestyny za obserwatora niebędącego członkiem ONZ.
W trakcie swojej kampanii prezydenckiej Donald Trump w kwestii osadnictwa pozostawał niezdecydowany lub też nie uznawał go za problem dla relacji izraelsko-palestyńskich. 18 listopada 2019 roku Sekretarz stanu Stanów Zjednoczonych – Mike Pompeo – oznajmił, że budowa cywilnych osiedli na Zachodnim Brzegu nie jest naruszeniem prawa międzynarodowego. Tym samym wystąpienie Pompeo zmieniło prowadzoną od 1978 roku politykę Departamentu Stanu, która uznawała osadnictwo za nielegalne. Pompeo uznał, że nowe stanowisko otworzy przestrzeń dla izraelsko-palestyńskich negocjacji nad prawnym statusem osiedli. W tym samym roku Stany Zjednoczone jednostronnie uznały izraelską aneksją Wzgórz Golan.
W 2020 roku administracja amerykańska uznała, że nie poprze jednostronnych decyzji Izraela w kwestii narzucenia suwerenności Państwa Izrael na poszczególne części Zachodniego Brzegu. Jakakolwiek aneksja terytoriów musi iść w parze z izraelsko-palestyńskimi negocjacjami na temat utworzenia palestyńskiej państwowości w ramach wyznaczonych przez Plan Trumpa.
Administracja Joego Bidena stanowczo potępiła rozwój osiedli żydowskich na Zachodnim Brzegu, które zostały uznane za przeszkodę dla procesu pokojowego i dwupaństwowego rozwiązania konfliktu izraelsko-palestyńskiego. Rzecznik prasowy Departamentu Stanu, Ned Price, wezwał obie strony konfliktu do wycofania się z jednostronnych posunięć eskalujących spory i poprosił o wznowienie rozmów pokojowych. W 2022 roku nowy ambasador Stanów Zjednoczonych w Izraelu zapowiedział, że nigdy nie odwiedzi żadnego z izraelskich osiedli na Zachodnim Brzegu, aby nie eskalować napięć.

### Unia Europejska
Unia Europejska sprzeciwia się istnieniu i rozwojowi osiedli na Zachodnim Brzegu. Uznaje je za nielegalne w świetle prawa międzynarodowego i za przeszkodę dla rozwiązania konfliktu izraelsko-palestyńskiego. Ponadto osiedla uniemożliwiają dwupaństwowe rozwiązanie konfliktu.
W marcu 2013 roku wysoka przedstawiciel Unii do spraw zagranicznych i polityki bezpieczeństwa Catherine Ashton wezwała państwa członkowskie do zintensyfikowania działań w kierunku przyjęcia polityki oznakowywania izraelskich produktów (tzw. labelling) wyprodukowanych na Zachodnim Brzegu i Wzgórzach Golan. W tym samym roku UE zakazała państwom członkowskim utrzymywania relacji i współpracy z izraelskimi przedsiębiorstwami mającymi swoje siedziby we Wschodniej Jerozolimie lub na Zachodnim Brzegu. W tym samym stanowisku Unia stwierdziła, że Wschodnia Jerozolima oraz Zachodni Brzeg nie są częściami Państwa Izrael.
W 2019 roku Trybunał Sprawiedliwości UE wydał wyrok, iż produkty wytworzone w osiedlach żydowskich na Zachodnim Brzegu powinny być oznaczane w specjalny sposób, aby ich nabywca wiedział, że nie są one „produktem izraelskim”, a zostały wyprodukowane w izraelskich osiedlach. Tym samym Trybunał Sprawiedliwości UE uznał istnienie osiedli za nielegalne i sprzeczne z prawem międzynarodowym, w myśl Statutu Rzymskiego stanowią rzekomą zbrodnię wojenną.
W 2020 roku wysoki przedstawiciel Unii do spraw zagranicznych i polityki bezpieczeństwa Josep Borrell podczas gratulacji składanych na ręce nowego rządu w Izraelu zastrzegł, że UE nie zaakceptuje jednostronnej aneksji Zachodniego Brzegu lub jego części. Podkreślił, że Izrael powinien wypracowywać wspólne stanowisko z Palestyńczykami.
W 2021 roku Irlandia stała się pierwszy państwem UE, które uznało osiedla żydowskie za de facto aneksję Zachodniego Brzegu.

### Rzeczpospolita Polska
W 2011 roku w wywiadzie dla izraelskiej gazety Ha-Arec ówczesny minister spraw zagranicznych Polski – Radosław Sikorski – powiedział, iż oba kraje łączy strategiczna więź, a Polska popiera izraelskie prawo do samoobrony i samostanowienia. Zaznaczył jednak, że naród żydowski oraz palestyński mają takie same prawa do życia w bezpieczeństwie. Skrytykował jednak działalność osadniczą na Zachodnim Brzegu, uznając ją za szkodliwą dla relacji izraelsko-palestyńskich, procesu pokojowego i dla relacji Izrael-Unia Europejska.
W 2013 roku Sikorski na wystąpieniu podczas Globalnego Forum Amerykańskiego Komitetu Żydowskiego zapewnił o silnych relacjach polsko-izraelskich, ale skrytykował budowy osiedli żydowskich. Sikorski uznał, że Polska nie musi i nie ma obowiązku wspierać wszystkiego, co ma wpływać na bezpieczeństwo Izraela.
W lutym 2017 minister spraw zagranicznych Witold Waszczykowski powiedział, że Polska przyjęła z „zatroskaniem” informację o przegłosowaniu przez Kneset Prawa regulującego osadnictwo w Judei i Samarii, które ma retroaktywnie legalizować domy osadników powstałe na palestyńskiej ziemi. Uznał, iż działania Izraela stoją w sprzeczności z wymaganiami społeczności międzynarodowej. Zaapelował o to, aby kwestia osiedli została rozstrzygnięta w dialogu izraelsko-palestyńskim. Minister wyraził nadzieję, że wszystkie działania obu stron będą miały strategiczny charakter i dążyć będą do pokojowego zakończenia konfliktu.